# Móric Esterházy
Móric Esterházy de Galantha (ur. 27 kwietnia 1881 w Oroszlánach, zm. 28 czerwca 1960 w Wiedniu) – węgierski polityk, premier Węgier w roku 1917.
Pochodził z wpływowego na Węgrzech arystokratycznego rodu książęco-hrabiowskiego Esterházych. W latach 1899–1904 studiował w Budapeszcie oraz Oxfordzie. Od 1905 brał udział w życiu politycznym. Po wybuchu I wojny światowej na ochotnika zgłosił się do wojska, służył w Rosji i Serbii. W 1917 został odesłany do rezerwy i 15 czerwca tego roku został mianowany przez cesarza Karola I Habsburga (na Węgrzech króla Karola IV) premierem Królestwa Węgier. Miał przede wszystkim zreformować system wyborczy. Jego nominacja była zaskoczeniem i funkcję sprawował krótko. W jego rządzie przeważali zwolennicy Gyuli Andrássy’ego (młodszego), byłego węgierskiego ministra spraw wewnętrznych (1906-1910) i ostatniego ministra spraw zagranicznych Austro-Węgier. Podał się do dymisji 19 sierpnia, w następnych dniach premierem został Sándor Wekerle. Esterházy w jego rządzie był ministrem bez teki (od 25 stycznia do 8 maja 1918), czasowo ministrem zdrowia i oświaty. W 1919 wycofał się polityki i osiadł w swoim majątku.
Wrócił w 1931 jako reprezentant Keresztény Gazdasági Párt (Chrześcijańskiej Partii Gospodarczej). W czasie II wojny światowej był doradcą regenta Miklósa Horthyego, lecz po zerwaniu przez Węgry współpracy z Niemcami, 16 października 1944 został aresztowany i osadzony w obozie koncentracyjnym Mauthausen-Gusen. Wrócił do ojczyzny, w 1951 został aresztowany w Hort w powiecie Hatvan. W 1956 udał się na emigrację. Zmarł w Austrii.
Jego wnukami są pisarz Péter i piłkarz Márton. Pojawia się w powieści Harmonia caelestis pierwszego z nich.